# Мартинес, Хосе Мануэль
Хосе Мануэль Мартинес Фернандес (англ. José Manuel "Chema" Martínez Fernández, род. 22 октября 1971 года) — испанский легкоатлет, который специализируется в беге на длинные дистанции. Чемпион Европы 2002 года на дистанции 10 000 метров, чемпион Испании в беге на 10 000 метров в 2004 и 2005 годах. На Олимпиаде 2004 года занял 9-е место в беге на 10 000 метров, а на Олимпийских играх 2008 года выступал в марафоне, на котором финишировал на 16-м месте.
Женат на Нурие Морено, участнице олимпийских игр 2000 года в хоккее на траве.

## Достижения
Марафоны
- 2002:  Роттердамский марафон — 2:09.55
- 2003:  Роттердамский марафон — 2:08.09
- 2007:  Римский марафон — 2:10.12
- 2008:  Мадридский марафон — 2:12.42

Чемпионаты мира по кроссу
- Чемпионат мира по кроссу 1997 года — 42-е место
- Чемпионат мира по кроссу 2000 года — 21-е место
- Чемпионат мира по кроссу 2002 года — 35-е место
- Чемпионат мира по кроссу 2003 года — 17-е место
- Чемпионат мира по кроссу 2004 года — 42-е место